# Методы Розенброка
Методы Розенброка — ряд численных методов, названных по имени Ховарда Г. Розенброка.

## Численное решение дифференциальных уравнений
Методы Розенброка для жёсткой системы дифференциальных уравнений — это семейство одношаговых методов для решения обыкновенных дифференциальных уравнений. Методы связаны с неявными методами Рунге — Кутты
 и известны также как методы Капса — Рентропа.

## Методы оптимизации
Метод Розенброка, также известный как метод вращающихся координат — прямой метод (метод спуска 0-го порядка) решения задач многомерной оптимизации. Суть метода схожа с методом Гаусса, но после каждой итерации выбираются новые оси координат. В качестве первой оси выбирают разницу между последними двумя промежуточными решениями, остальные оси выбираются ортогональными с помощью ортогонализации Грамма-Шмидта. 
Применяется к задачам, в которых целевая функция нетрудно вычисляется, а производная либо не существует, либо не может быть вычислена эффективно. Поиск Розенброка является вариантом поиска без производных, но может работать лучше с острыми выступами. Метод часто выделяет такой выступ, который во многих приложениях приводит к решению. Идея поиска Розенброка используется также для инициализации некоторых методов численного решения уравнений, таких как fzero (основанного на методе Брента) в Matlab.